# Culdcept Revolt
Culdcept Revolt (カルドセプト リボルト Karudoseputo Riboruto?) es un videojuego de estrategia por turnos desarrollado por OmiyaSoft para la Nintendo 3DS, y forma parte de la serie Culdcept. El juego se lanzó el 7 de julio de 2016 en Japón; el 3 de octubre de 2017 en Norteamérica; el 6 de octubre de 2017 en Europa; y el 13 de octubre de 2017 en Australia.

## Argumento
Allen, el protagonista del juego, es encontrado inconsciente y con amnesia en las calles de Celphas, una ciudad de estilo medieval, por Alicia, la líder de los Murciélagos Libres, un grupo de resistencia que se opone al gobernante de la ciudad, el Conde Kraniss. Kraniss cerró la ciudad, impidiendo que nadie entrara o saliera, y busca eliminar a todos los Cepters, aquellos que pueden manipular las cartas mágicas. Allen es un Cepter en persona, y poco a poco va ganando poder mientras lucha contra los Cepters enemigos contratados por el Conde. Eventualmente, se abre camino hasta el castillo de Kraniss, derrotando a Kraniss.
Allen se entera de que Kraniss selló la ciudad porque la mayor parte del resto del mundo había caído en el vacío debido al abandono del Dios Principal. Sin embargo, la ciudad santa de Dafnelion sigue en pie y se conecta con Celphas, permitiéndoles viajar allí. Comienzan a buscar un medio para restaurar el mundo de su casi total destrucción.
Eventualmente, Allen y sus compañeros Cepters, algunos del antiguo ejército del Conde, descubren un portal de tiempo. Vuelven atrás en el tiempo y se encuentran con los hermanos y hermanas dioses del mundo, cuya lucha provocó el fin del mundo después de que se destruyeran unos a otros. Allen se da cuenta de que estaban siendo manipulados para oponerse por uno de sus supuestos sirvientes. Se las arreglan para derrotar a este dios malvado y cambiar el futuro para que el mundo sobreviva.

## Lanzamiento
Culdcept Revolt se anunció en una Nintendo Direct sólo para Japón el 11 de mayo de 2016, seguido de otra sesión de juego el 22 de junio. El juego fue finalmente lanzado el 7 de julio de 2016.
El 12 de febrero de 2017, NIS America anunció que la compañía llevaría una versión localizada del juego a Norteamérica y Europa el 29 de agosto y el 1 de septiembre de 2017, respectivamente. Sin embargo, citando "para acomodar la fabricación y producción del juego", NIS América retrasó el lanzamiento del juego al 3 de octubre para América del Norte, y al 6 de octubre para Europa.

## Recepción
El juego ha recibido "críticas mixtas o medias" con un 74 Metascore. Famitsu le dio al juego un 33/40
Destructoid encontró el juego difícil de revisar, declarando "El concepto es simultáneamente inventivo y arcaico, repartiendo momentos de puro placer y agonizante frustración en dosis iguales. Culdcept Revolt es un título tan especializado, quizás el juego más especializado de mi historia, que no puedo decirte si te gustará".